# ابو ربیص
ابو ربیص (به عربی: أبو ربیص) یک روستا در سوریه است که در ناحیه مرکزی محرده واقع شده‌است. ابو ربیص ۶۱۹ نفر جمعیت دارد.